# Scoop (álbum)
Scoop é uma coletânea lançada por Pete Townshend em 1983. Apresenta 24 demos de várias canções lançadas pelo The Who, assim como material inédito.
| Críticas profissionais                                                      | Críticas profissionais |
| Avaliações da crítica                                                       | Avaliações da crítica  |
| Fonte                                                                       | Avaliação              |
| --------------------------------------------------------------------------- | ---------------------- |
| Allmusic                                                                    | [ 1 ]                  |
| Rolling Stone                                                               | [ 2 ]                  |
| Esta tabela precisa de ser acompanhada por texto em prosa. Consulte o guia. |                        |

## Faixas
1. "So Sad About Us/Brrr"
2. "Squeeze Box"
3. "Zelda"
4. "Politician"
5. "Dirty Water"
6. "Circles (Instant Party)"
7. "Tipperary"
8. "Quadrophenia"
9. "Melancholia"
10. "Bargain"
11. "Things Have Changed"
12. "Popular"
13. "Behind Blue Eyes"
14. "Magic Bus"
15. "Cache Cache"
16. "Cookin'"
17. "You're So Clever"
18. "Body Language"
19. "Initial Machine Experiments"
20. "Mary"
21. "Recorders"
22. "Goin' Fishin'"
23. "To Barney Kessell"
24. "You Came Back"
25. "Love, Reign o'er Me"